# Trioza gigantea
Trioza gigantea är en insektsart som beskrevs av Crawford 1912. Trioza gigantea ingår i släktet Trioza och familjen spetsbladloppor. Utöver nominatformen finns också underarten T. g. curta.